# Центральный музей Утрехта
Центральный музей Утрехта (нидерл. Centraal Museum) — образовательно-культурный центр, включающий центральный музей и картинную галерею в его составе, архиепископский музей, музей утрехтского археологического общества. Располагается в городе Утрехт, Голландия. Образован в 1838 году.

## Тихий Утрехт
Утрехт занимает отдельное место среди городов Северных Нидерландов. Когда-то это было поселение племен батавы. Земли были захвачены римскими легионерами, где последние создали 47 крепостей Альбиобола. В поселение рано пришло христианство, с VIII века нашей эры здесь была резиденция епископа.
Истории известна Утрехтская уния 1579 года. Заключение Утрехтской унии заложило основу самостоятельного государственного существования Республики Соединенных провинций (к Утрехтской унии присоединились также много городов Фландрии и Брабанта, но в 1580-х гг. XVI века. они были покоренные Испанской империей).
Когда в Северных Нидерландах господствующие позиции заняли протестантские секты, Утрехт остался в лоне католицизма. Это обстоятельство обусловило как тесные религиозные, так и культурные контакты с Италией, так и с папским Римом. В истории искусства остались известными как утрехтские маньеристы, так и утрехтские караваджисты. Короткий срок в 1807-1810 год — здесь была резиденция короля Голландии Луи Бонапарта (а город являлся столицей), в 1810-1813 год — центр французского департамента Зейдерзе.
С 1636 года заработал Утрехтский университет, крупнейший на конец XX века в Голландии. Частично эти исторические события отразились и на характере коллекций Центрального музея Утрехта, который был основан 1838 года.

## Помещение Центрального музея

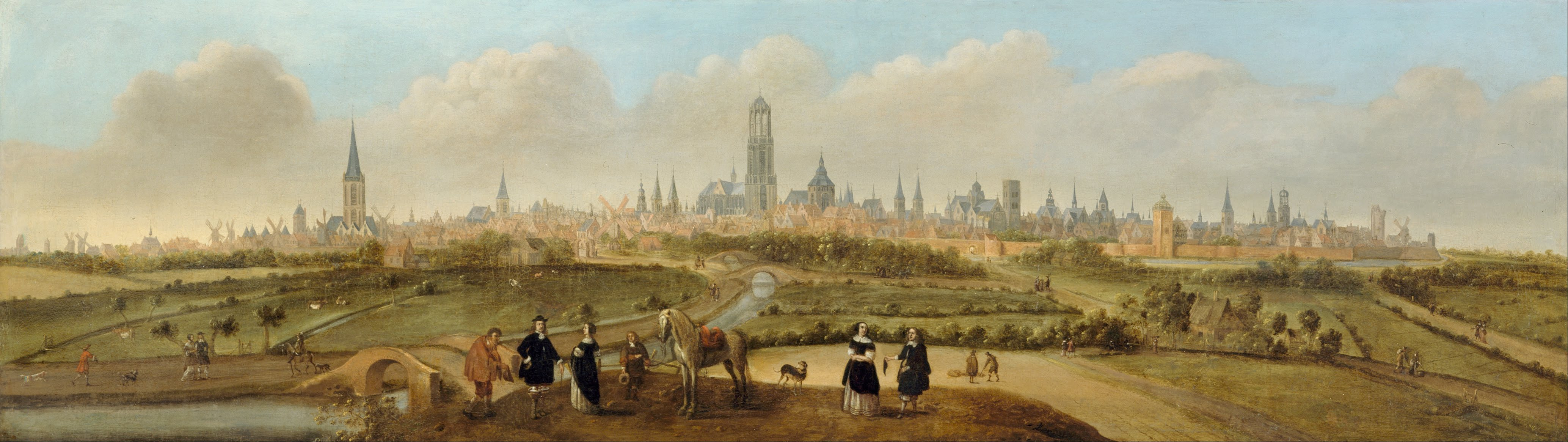
Йоос Корнелис Дрохслот. «Панорама города Утрехт», в 1665 г.

Первоначально музей не имел собственного помещения, и небольшая коллекция живописи была расположена на верхнем этаже Утрехтской ратуши. Коллекция имела ограниченную тематику и включала работы только местных художников. В 1921 году несколько музейных собраний города были объединены в одно музейное заведение, которое и было названо — Центральным музеем. Экспонаты разместились в кирпичных постройках бывшего монастыря Святого Николая (Nicolaaskerkhof).
Таким образом в коллекцию музея попали археологические находки, архитектурные модели старинных сооружений Утрехта, живопись утрехтских художников нескольких веков, древняя мебель и экспонаты епископского музея.

## Утрехтские последователи итальянца Караваджо
Особую группу в искусстве Голландии XVII века заняли так называемые утрехтские караваджисты. В отличие от основной массы художников протестантской Голландии, жители Утрехта остались в лоне католической церкви и долгие годы поддерживали связи с центром католицизма и изящных искусств — Римом. Здесь охотно работали представители нидерландского маньеризма. Позже, благодаря связи с Римом, появились приверженцы нового течения в искусстве — караваджизма. Некоторые из них десятилетиями жили и работали в Риме — Геррит ван Гонтгорст, Дирк ван Бабюрен, Гендрик Тербрюгген. К тому же Тербрюгген встречался в Риме с самим Караваджо видел его произведения и изучал их.

## Картинная галерея

### Графика

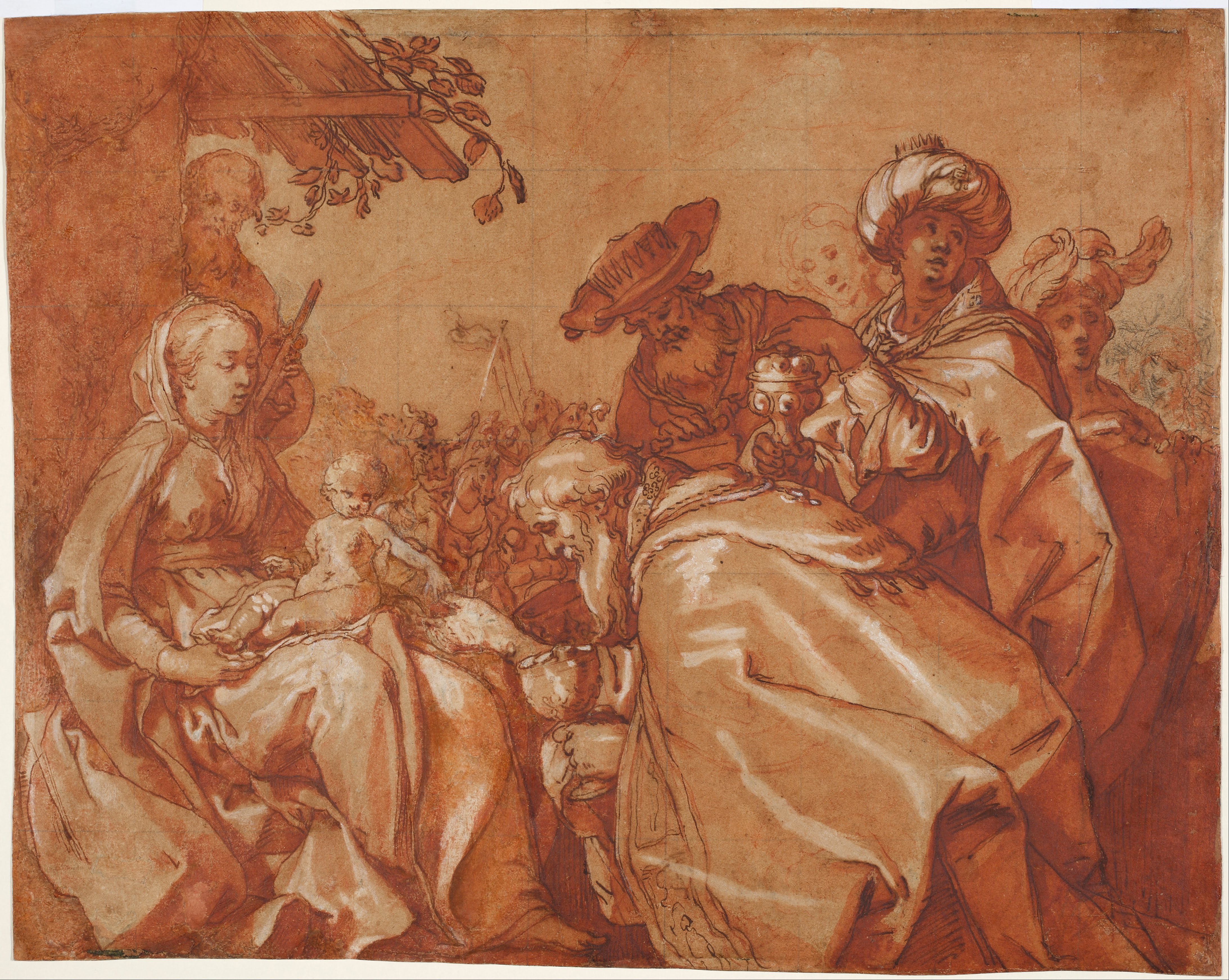
Абрахам Блумарт. «Поклонение волхвов», 1624 г.
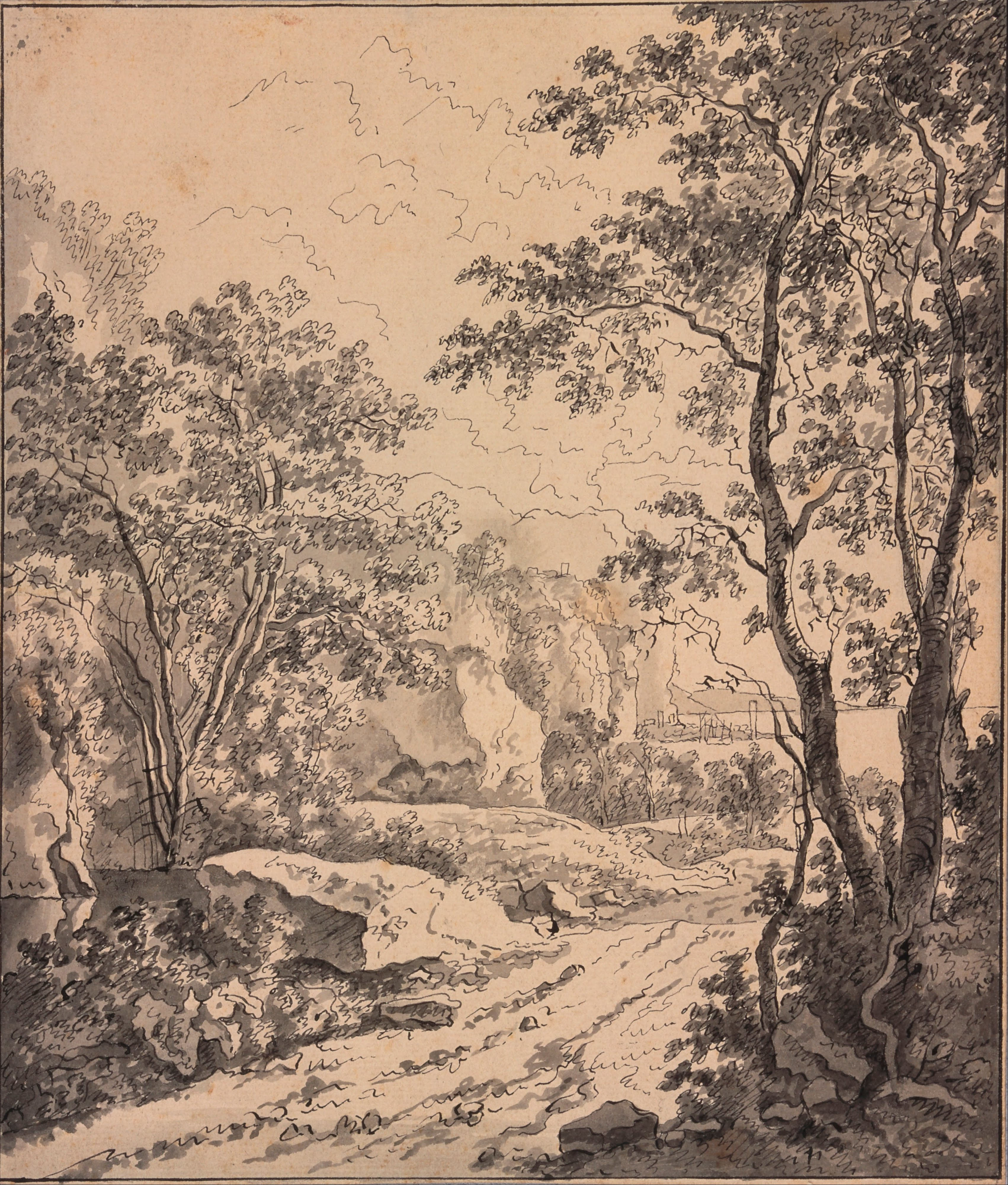
Ян Бот. «Итальянский пейзаж между Анконою и Синегалією», 1645 г.
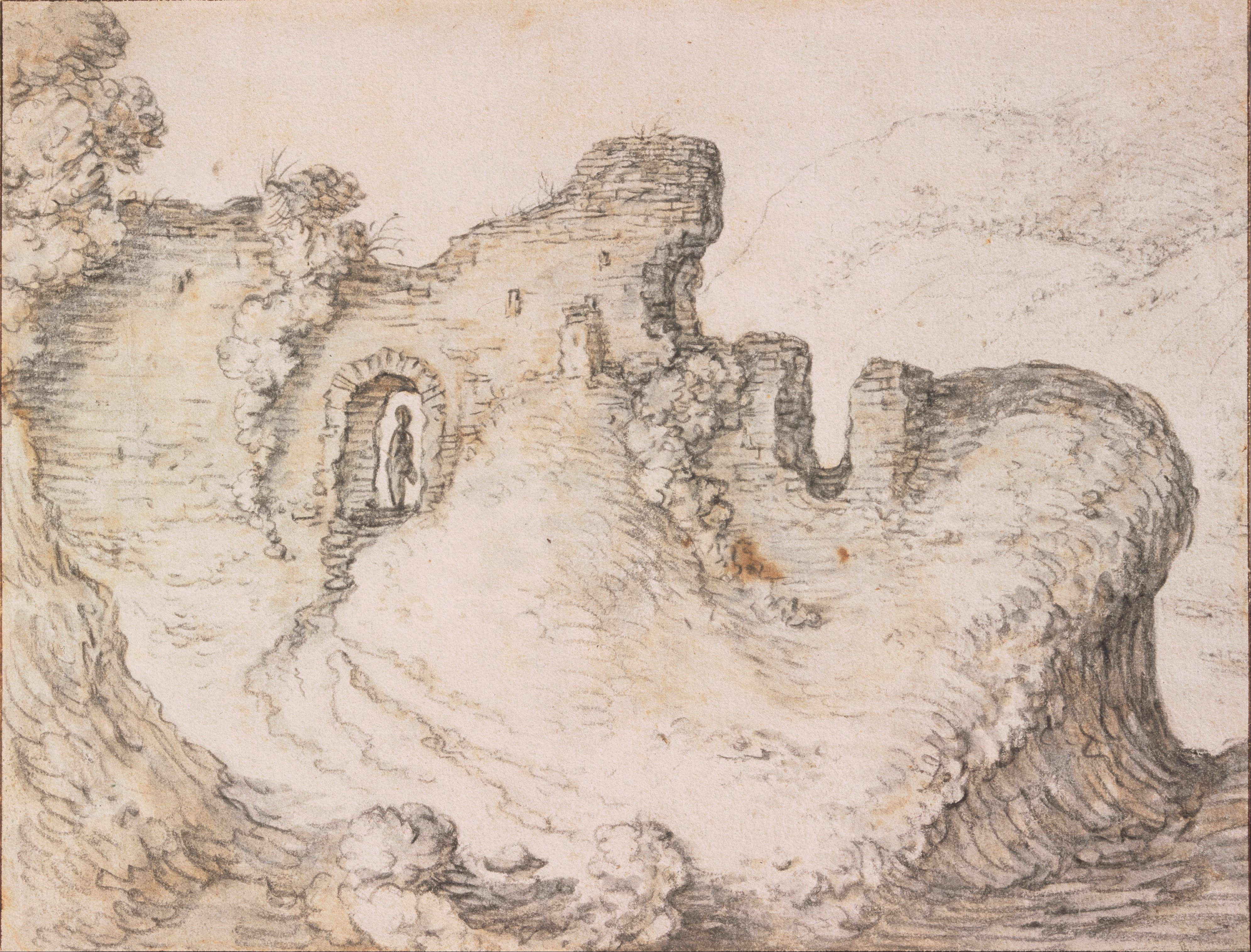
Герман Сафтлевен. «Руина в виде мужской головы в профиль», бл. 1650 г.
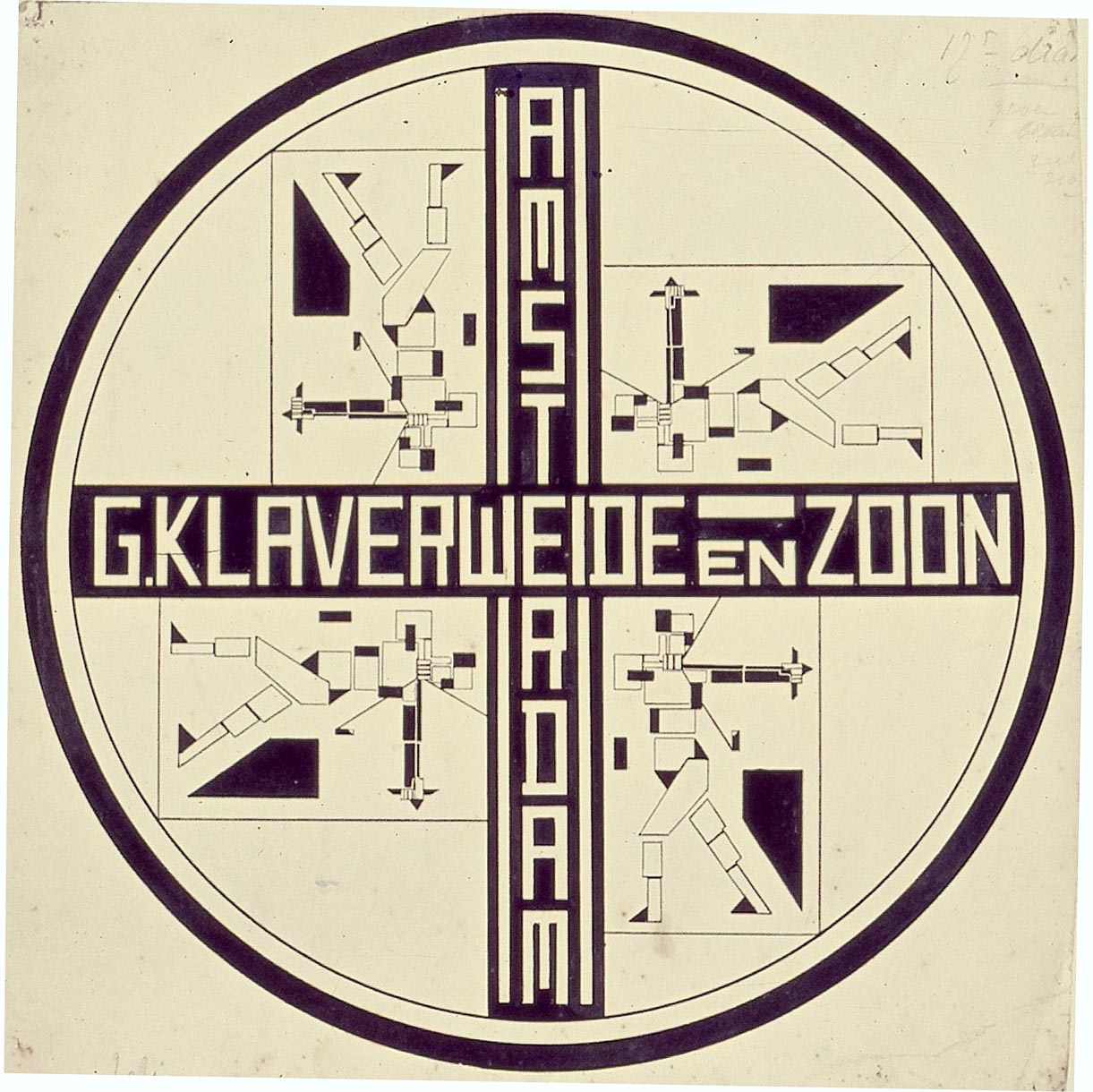
Тео ван Дуйсбург. Дизайн этикетки для сыра, Июнь 1919 г.
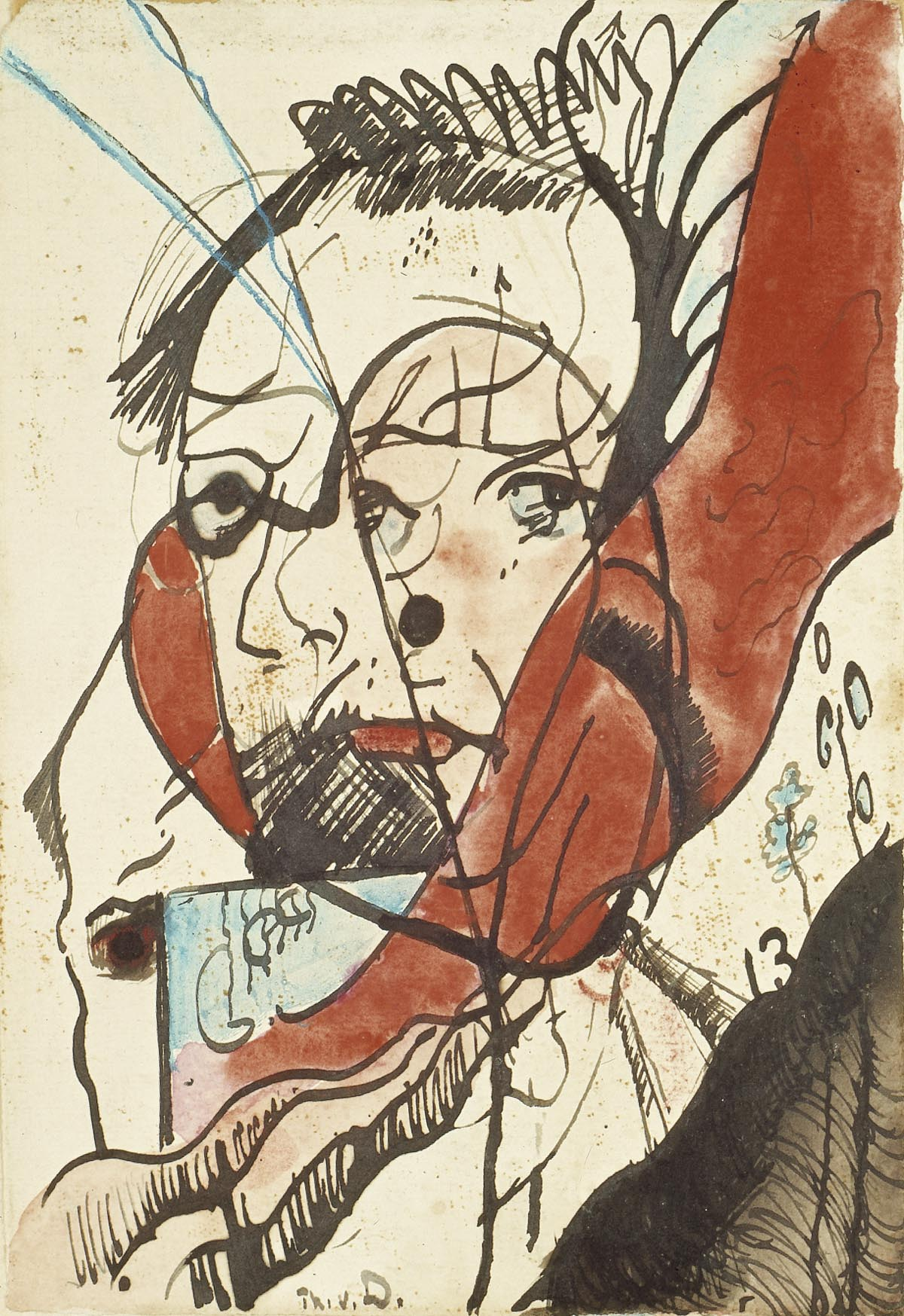
Тео ван Дуйсбург. «Мужской портрет (?)», бл.1915 г.

### Живопись XVI века

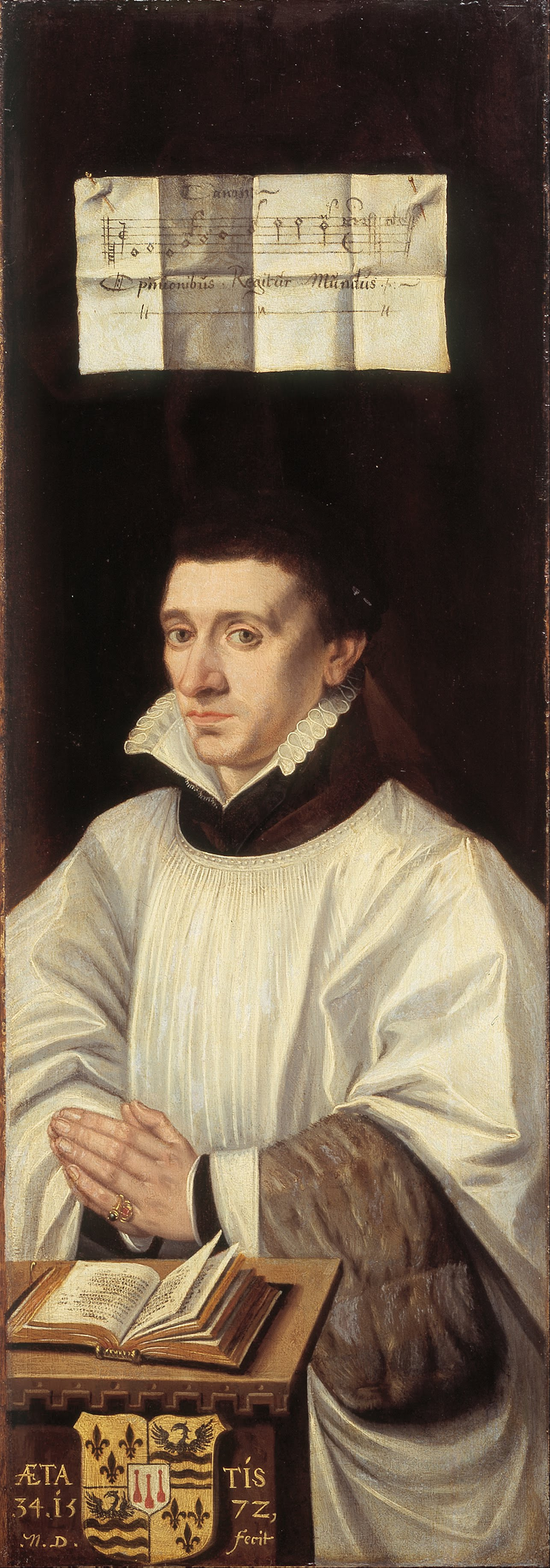
Монограмист N. D. «Портрет неизвестного священника», 1572 г.

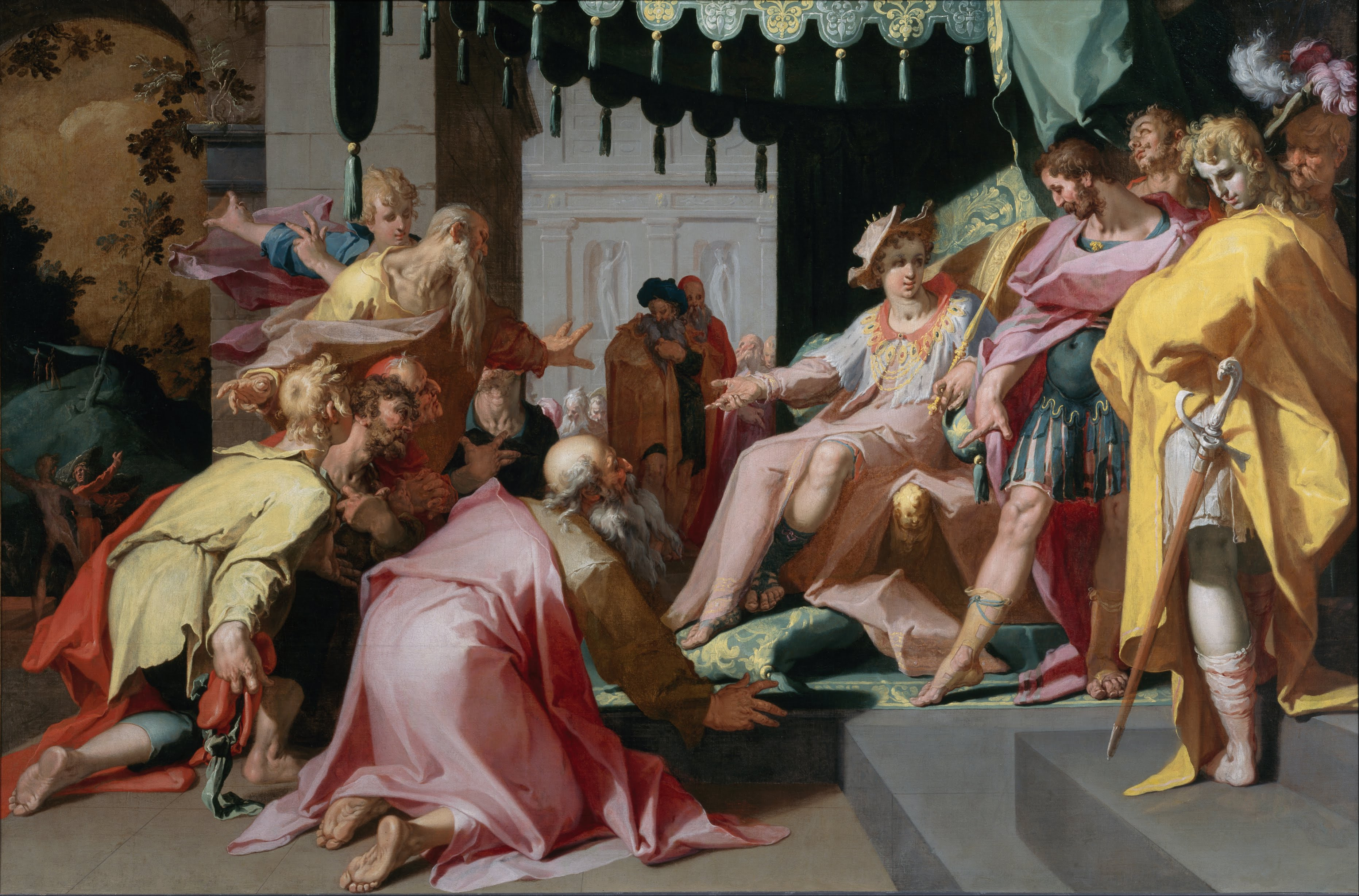
Абрахам Блумарт. «Иосиф Прекрасный и его раскаяние братьев», бл. 1595 г.
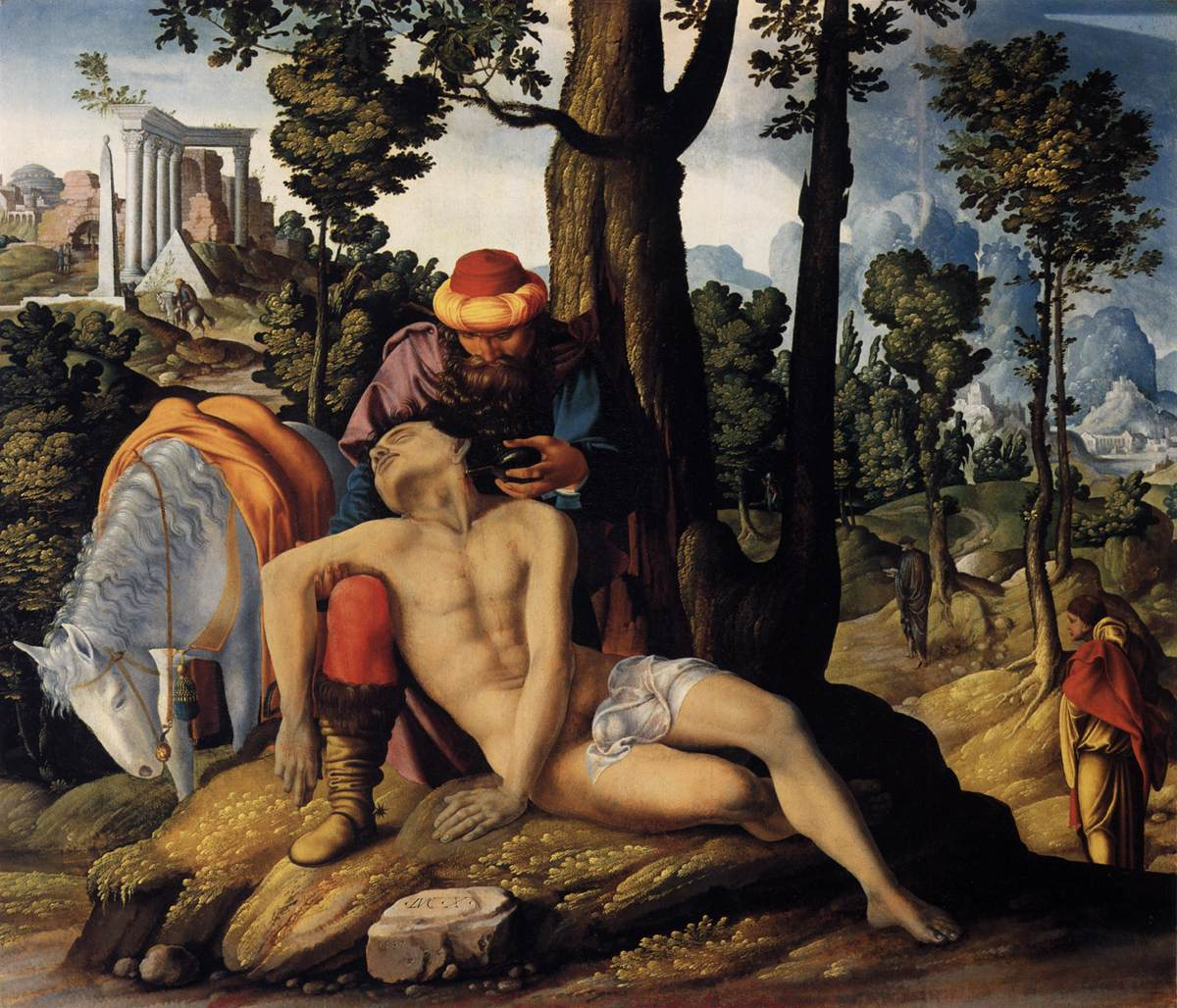
Аноним первой половины 16 века. «Добрый самаритянин»
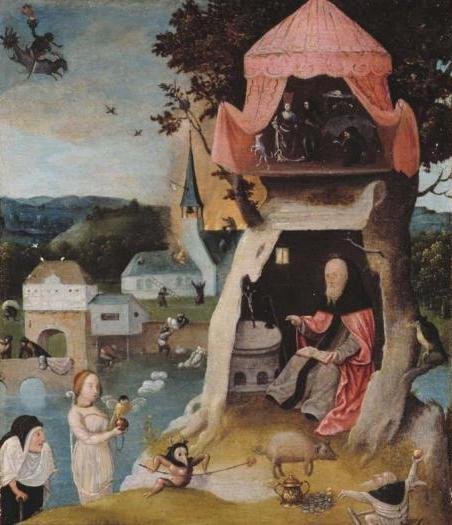
Неизвестный последователь Иеронима Босха. «Испытания Св. Антония», в 1530 г.
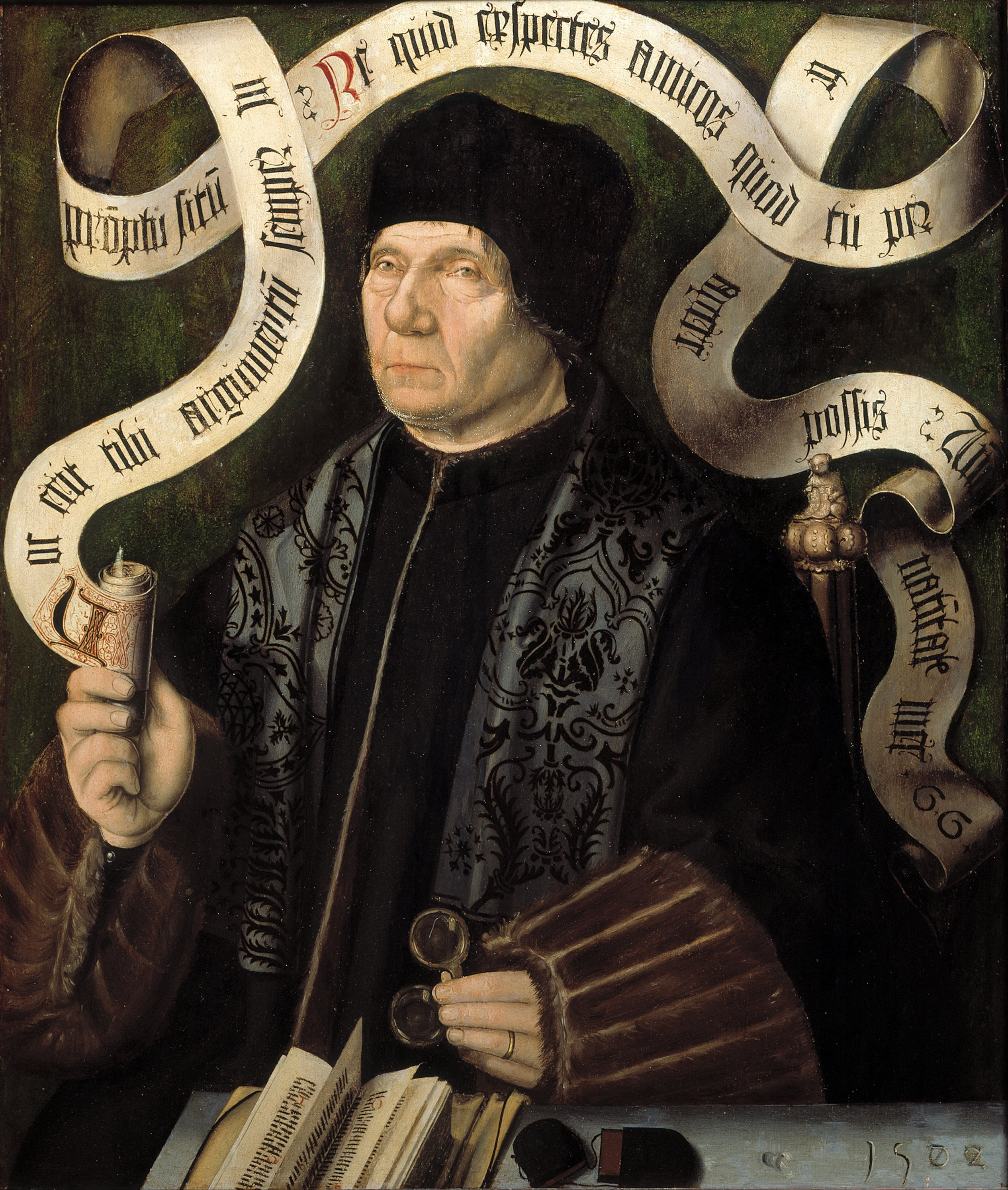
Аноним 15-16 века. «Якоб ван Дриберген», даритель собственной библиотеки утрехтской академии, 1502 г.

## Портретная живопись

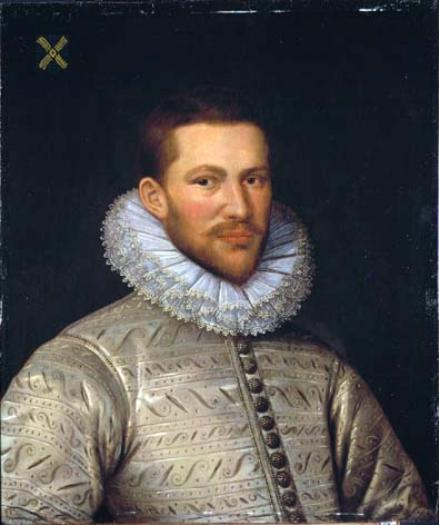
Дениел ван ден Кеборн. «Андрис ван дер Мюлен», 1583 г.
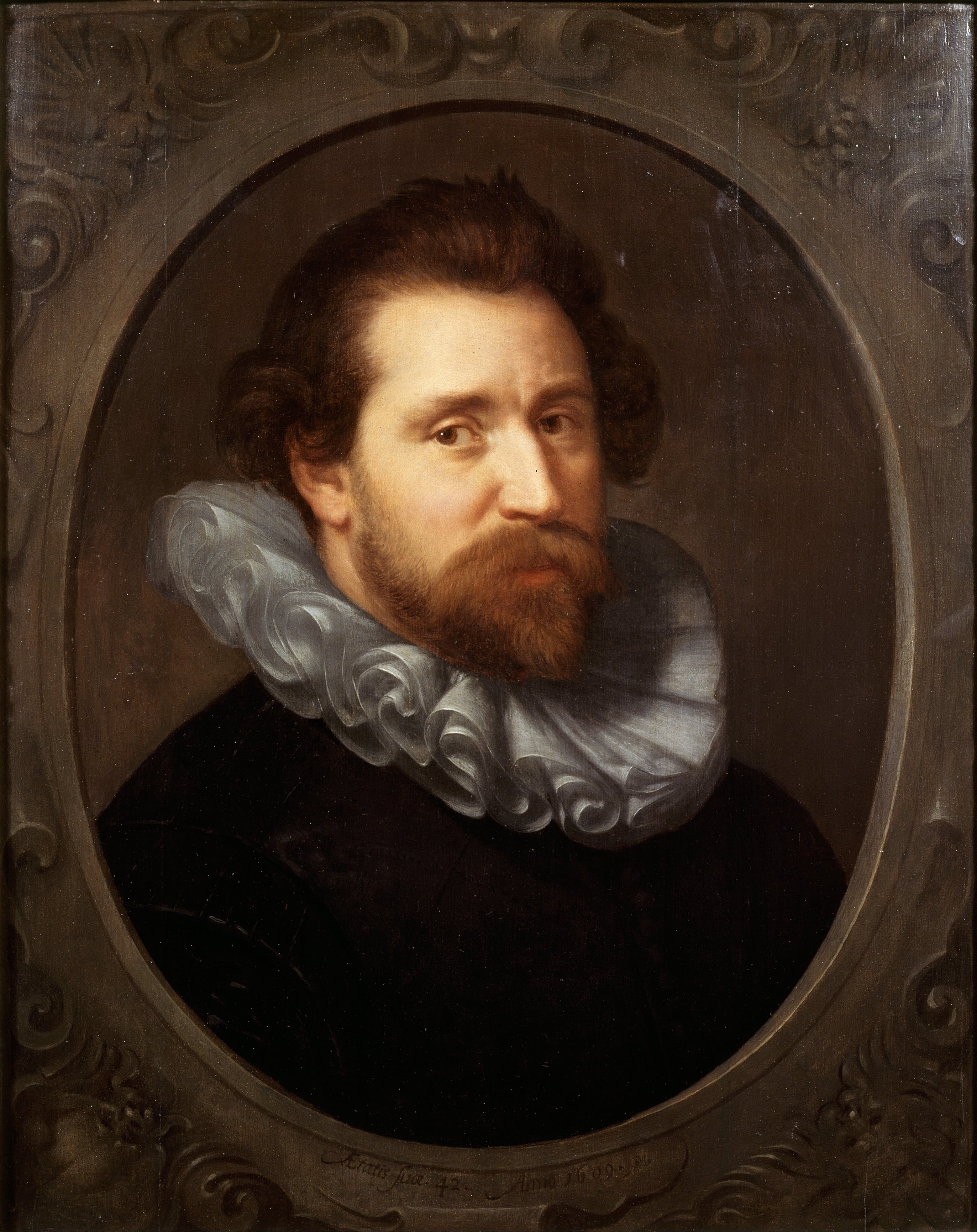
Паулюс Морельсе. «Абрахам Блумарт», 1609 г.
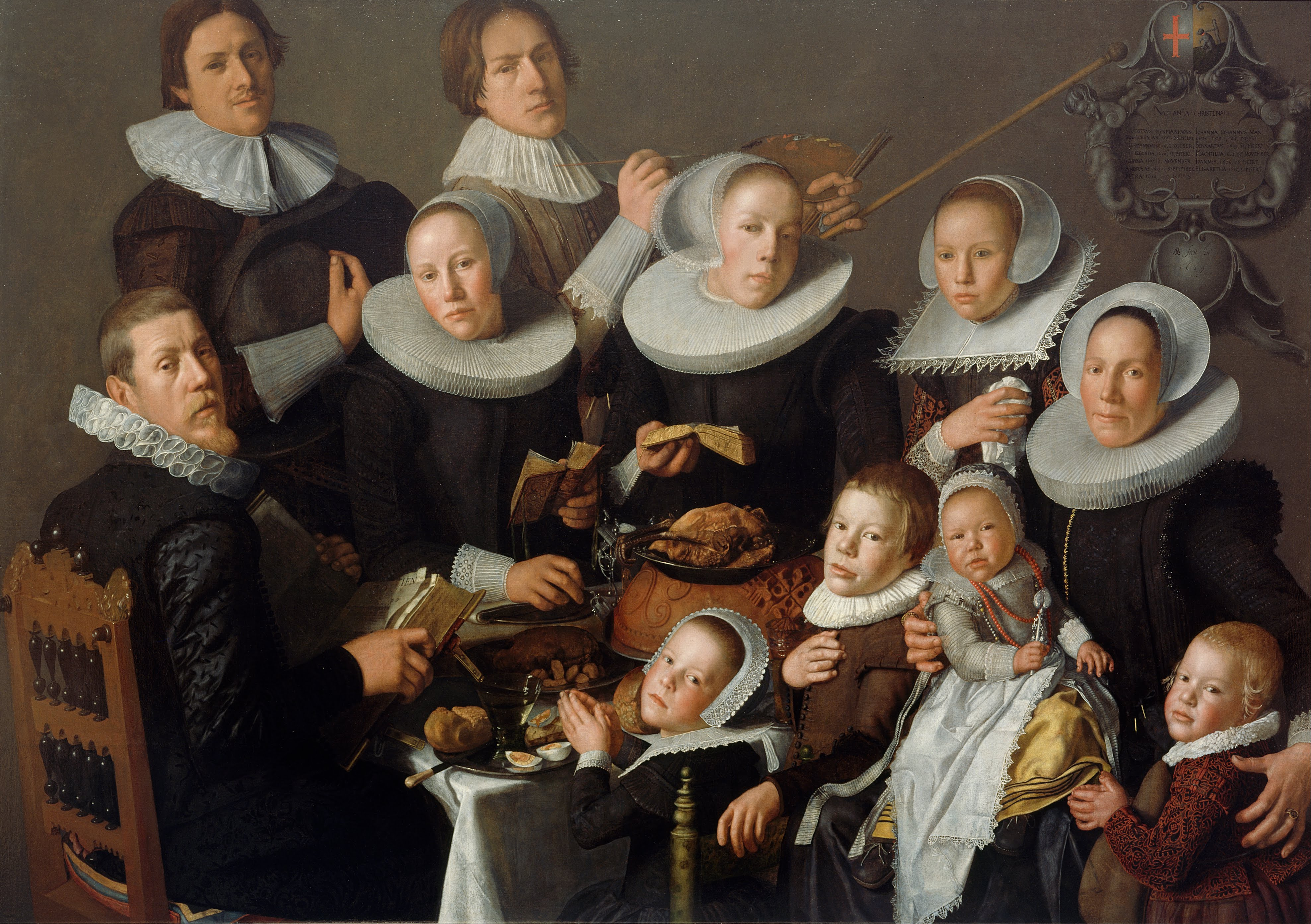
Андрис ван Боковен. «Автопортрет Андриса ван Боковена», 1629 г.
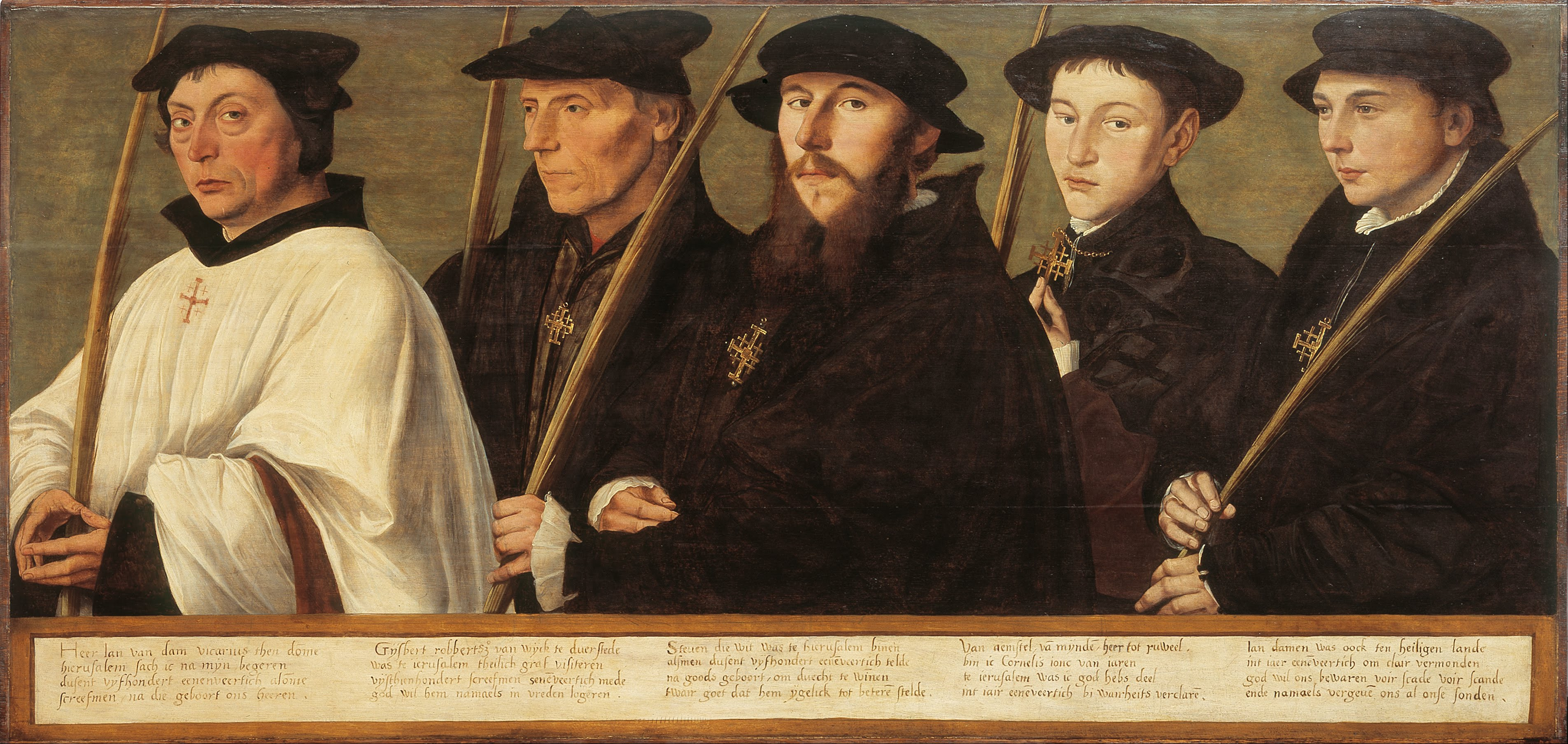
Ян ван Скорель. «Пять членов Утрехтского братства в Иерусалиме», бл. 1541 г.
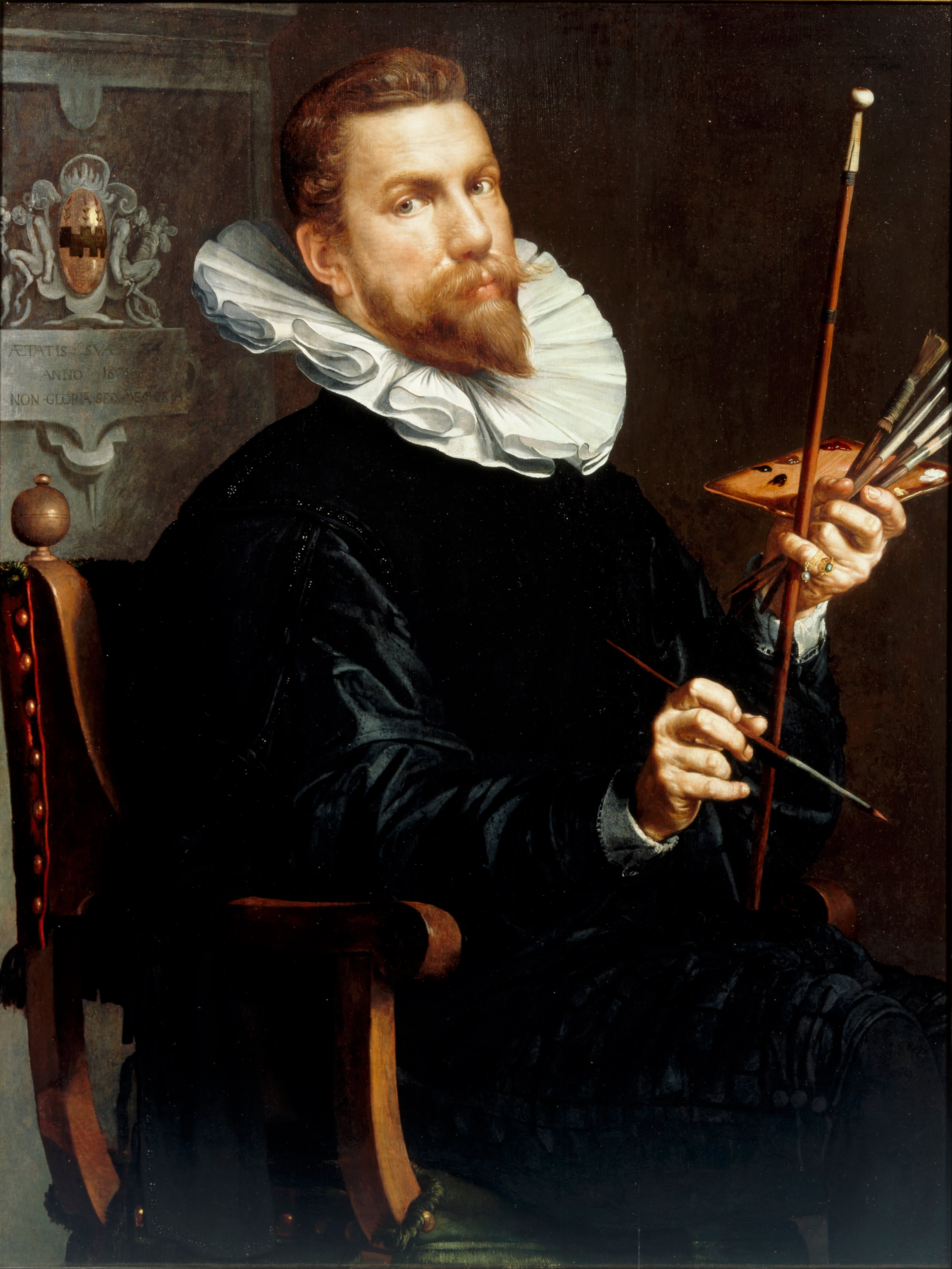
Иоахим Эйтевал. «Автопортрет», 1601 р.
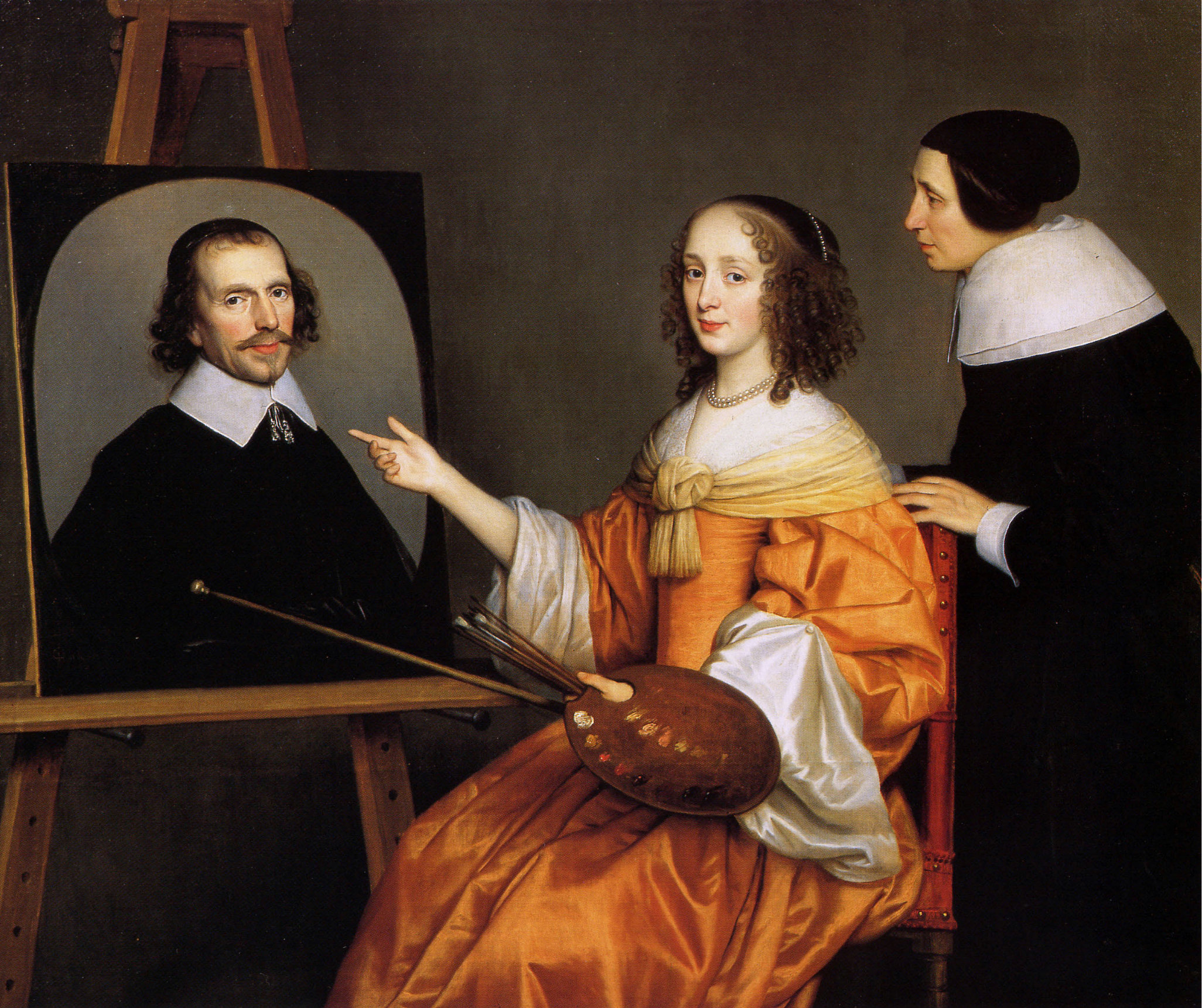
Геррит ван Хонтхорст. «Маргатита Мария де Рудер с матерью перед портретом отца», 1652 г.
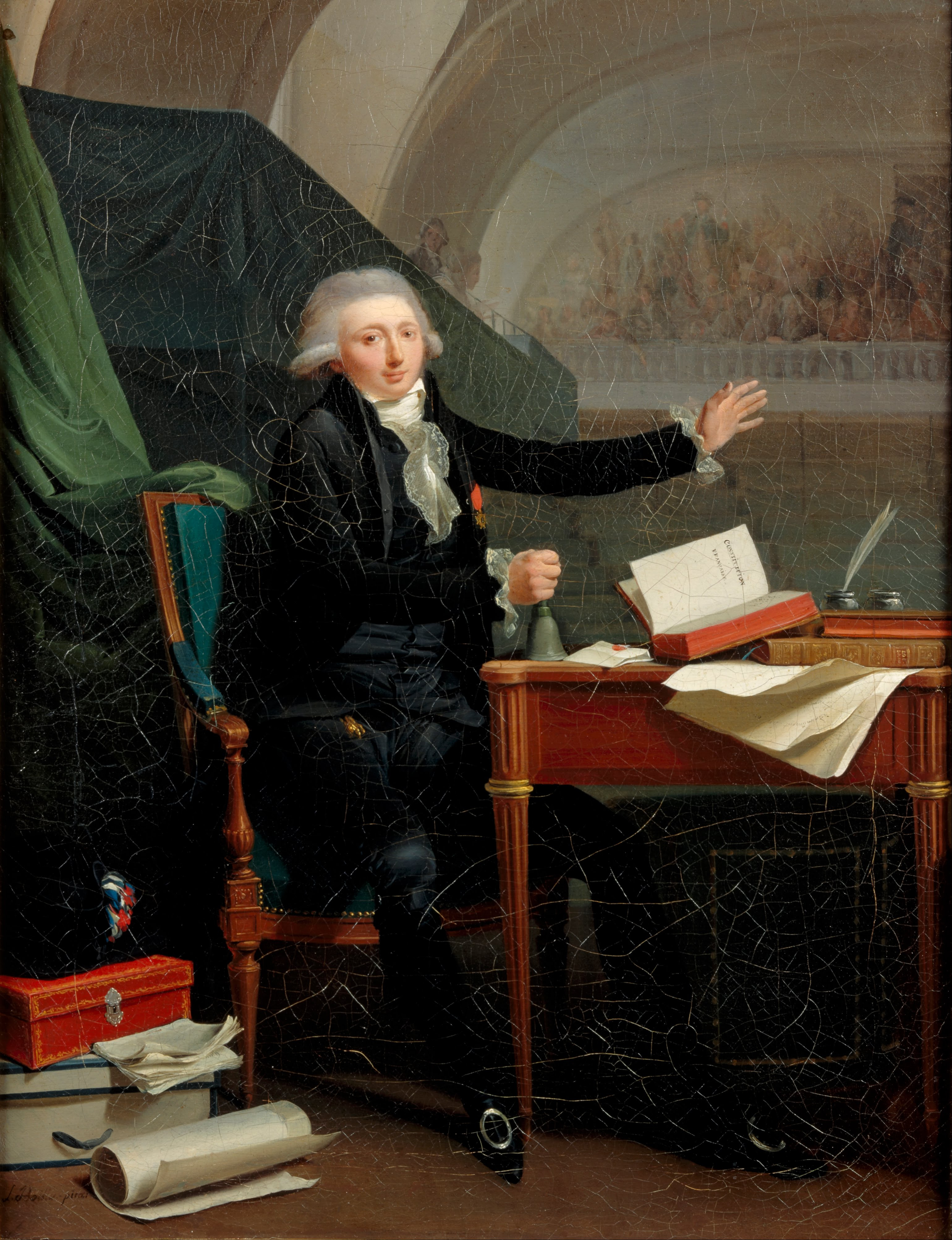
Луи-Леопольд Буальи. Портрет Жана Антуана д'Аверхюльта, 1792 г.
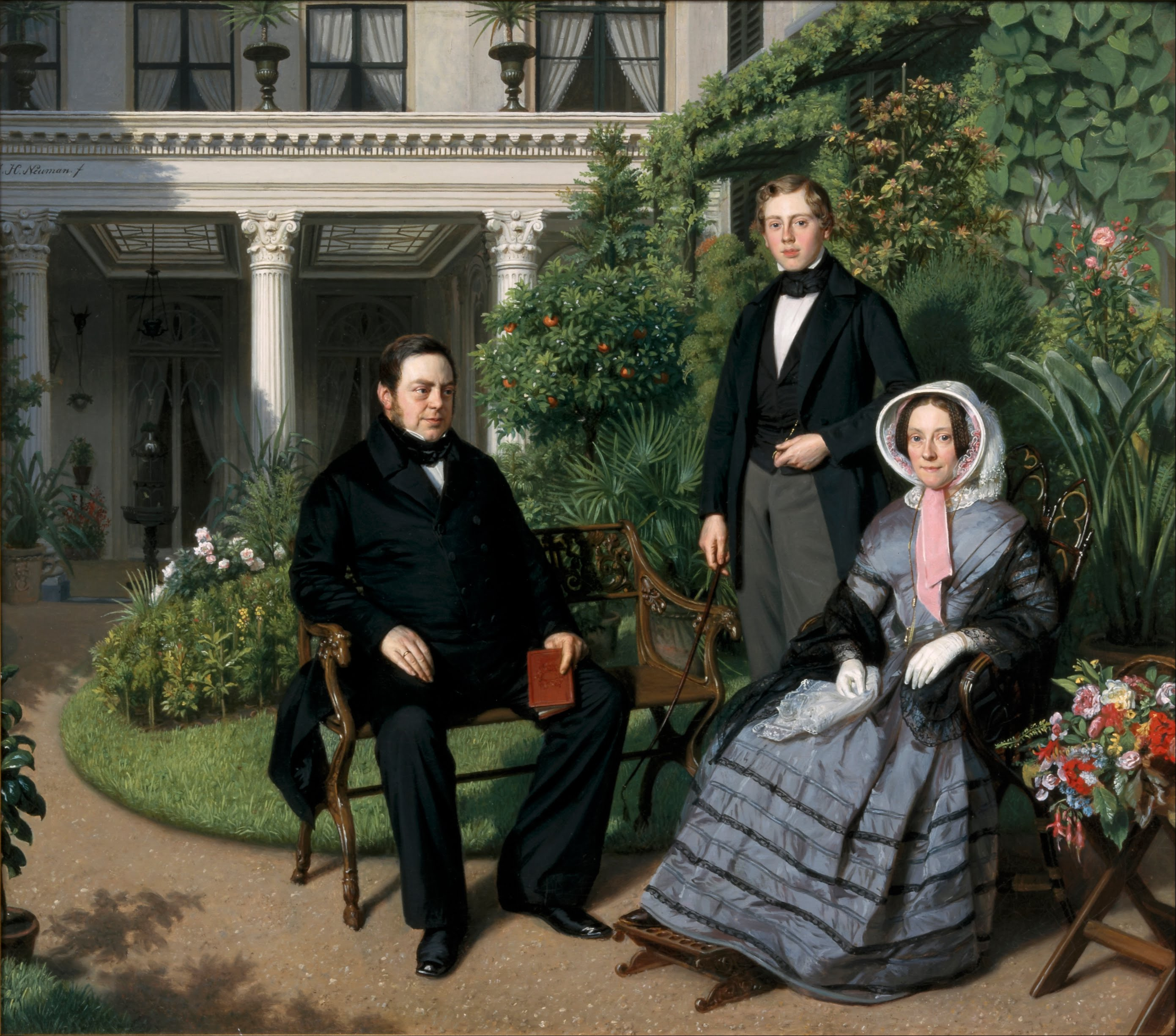
Йоган Генрих Нейман. «Родина Метелеркамп», бл. 1852 г.

### Пейзажи

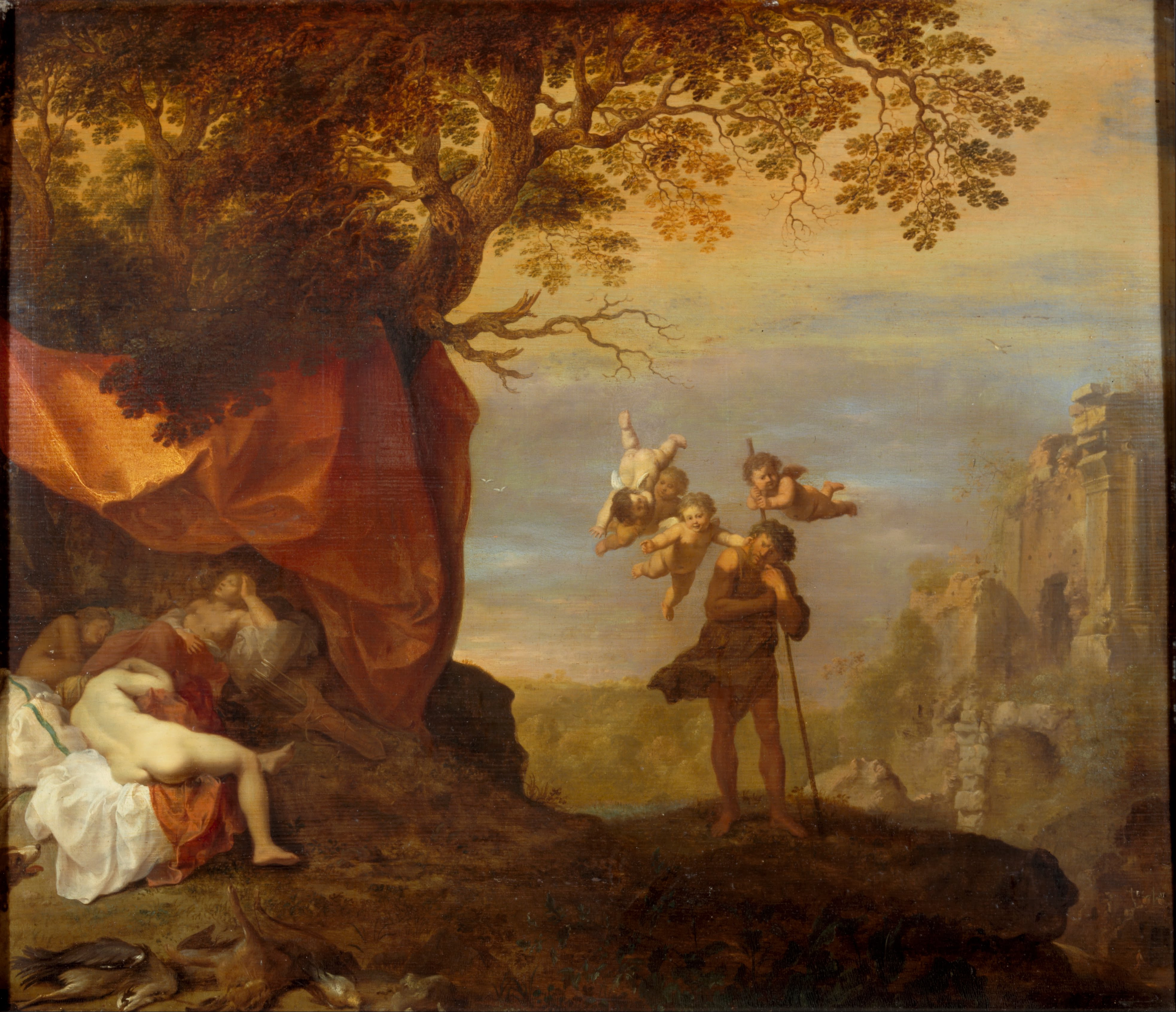
Корнелис ван Пуленбург. «Кимон и Ифигения», Центральный музей Утрехта.

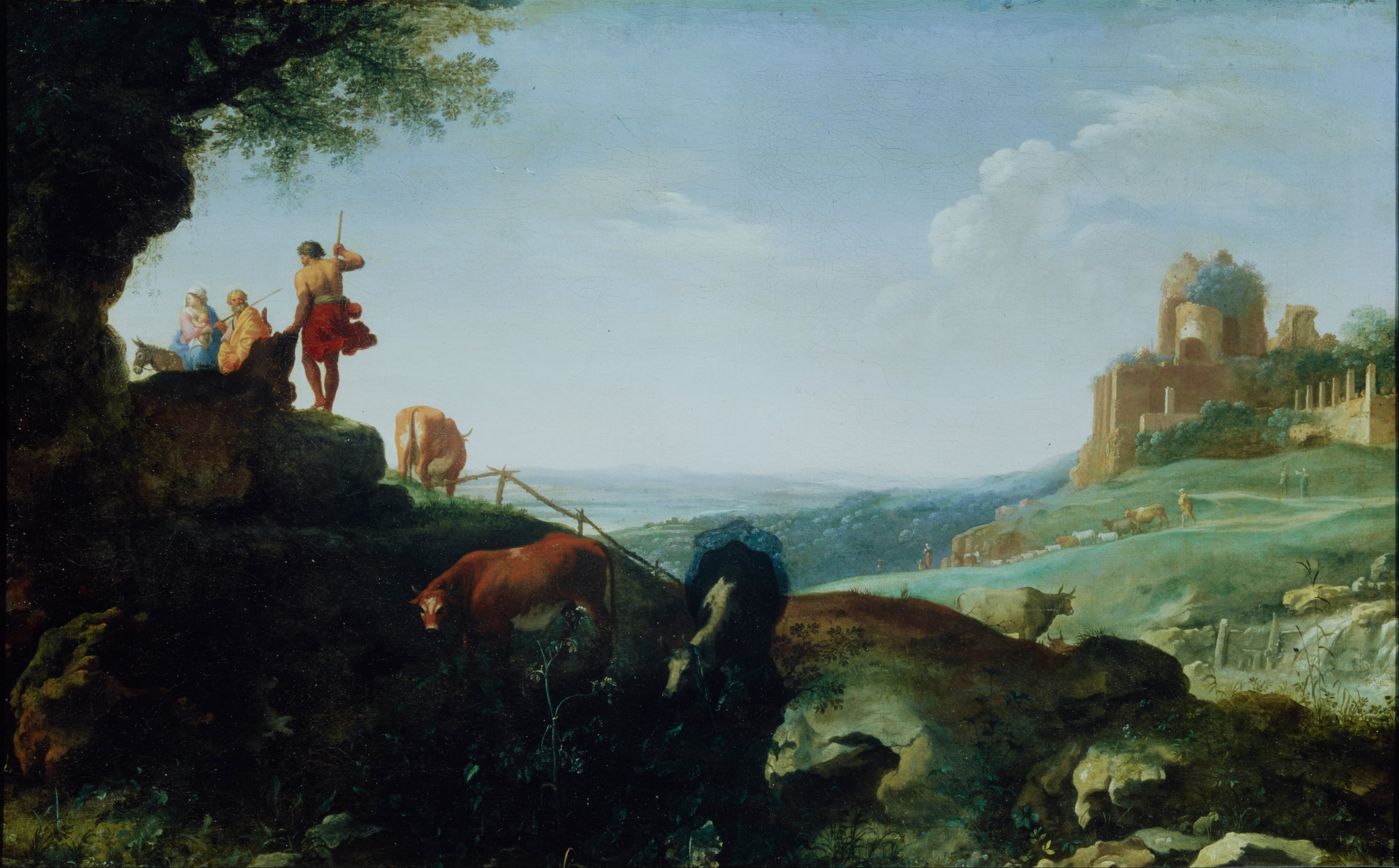
Корнелис ван Пуленбург. «Пейзаж со сценой бегства Святого Семейства в Египет», 1625 г.
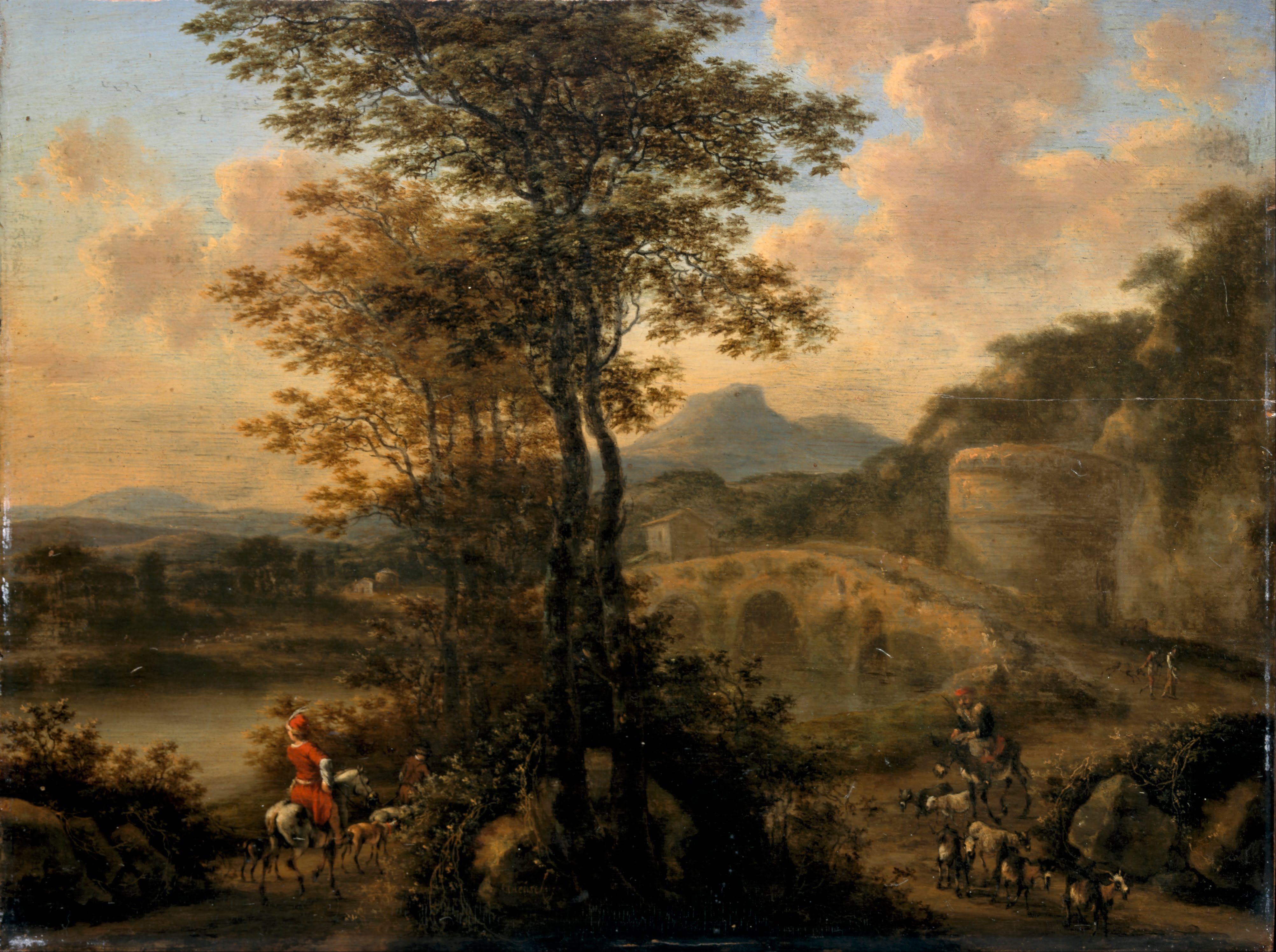
Виллем де Хеск (Willem de Heusch), «Итальянский пейзаж с каменным мостом», 1650 г.
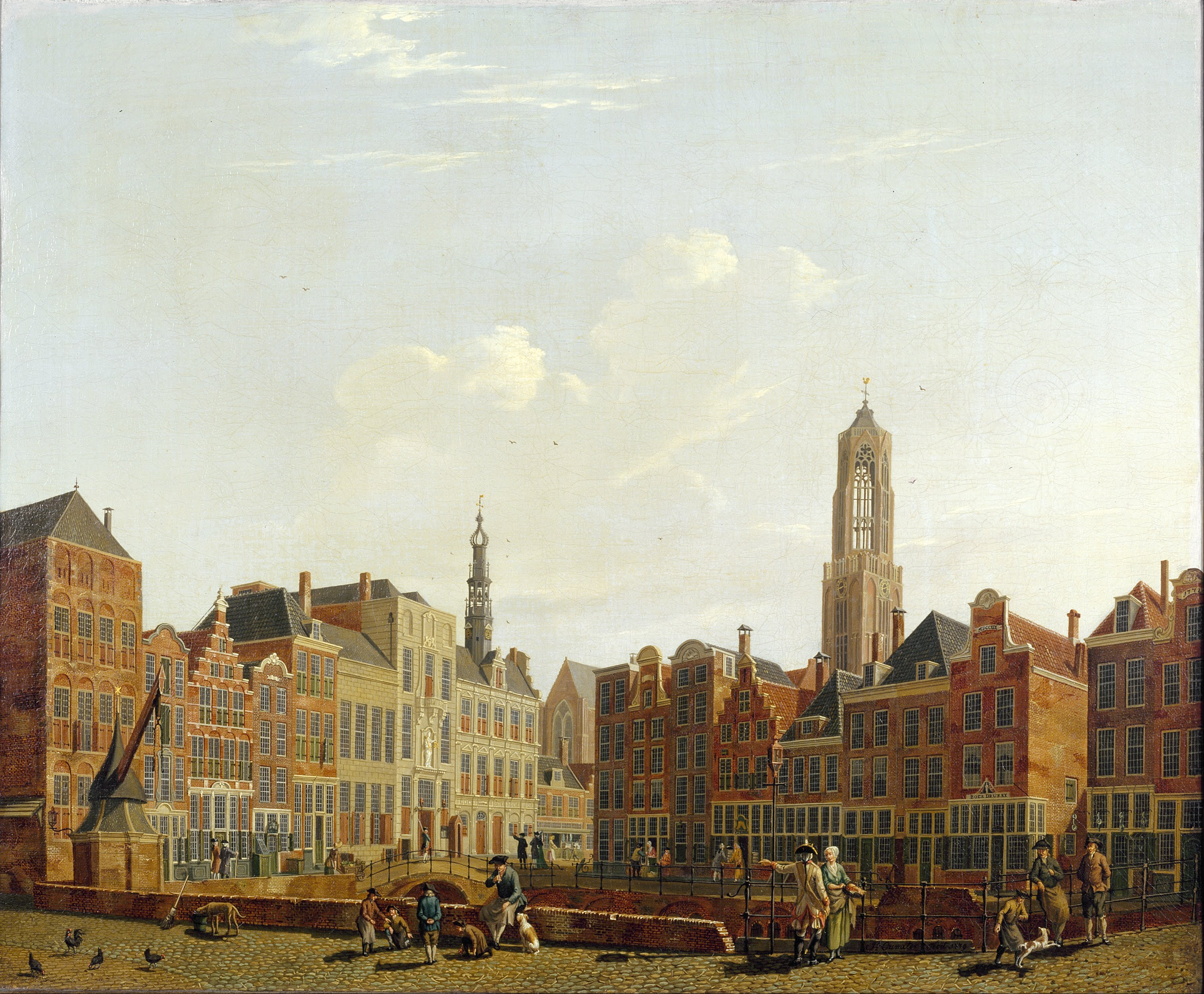
Исаак Уватер. «Ратуша города Утрехт перед мостом», 1779 г.
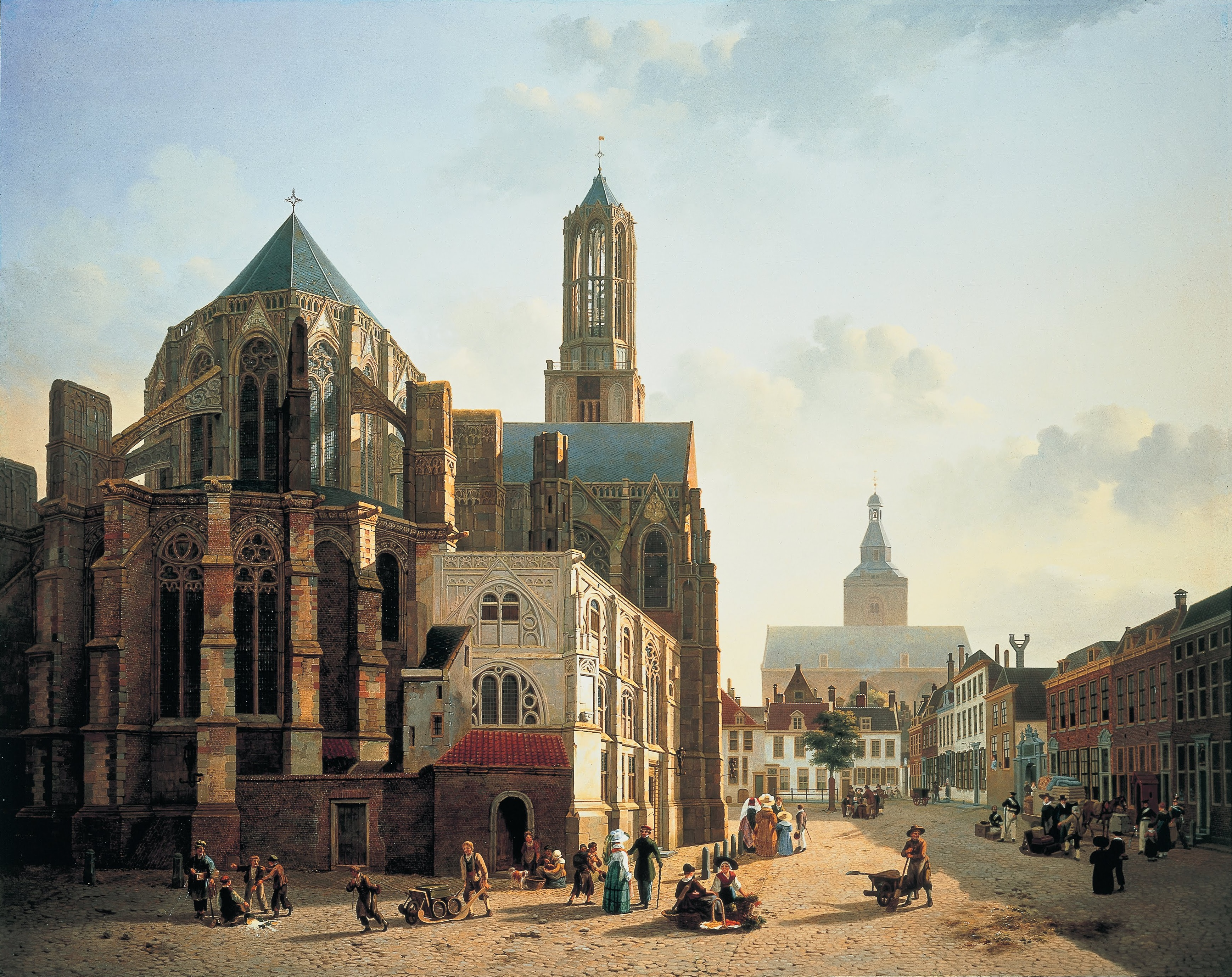
Ян Хендрик Верейн. «Утрехтский собор», 1829 г.
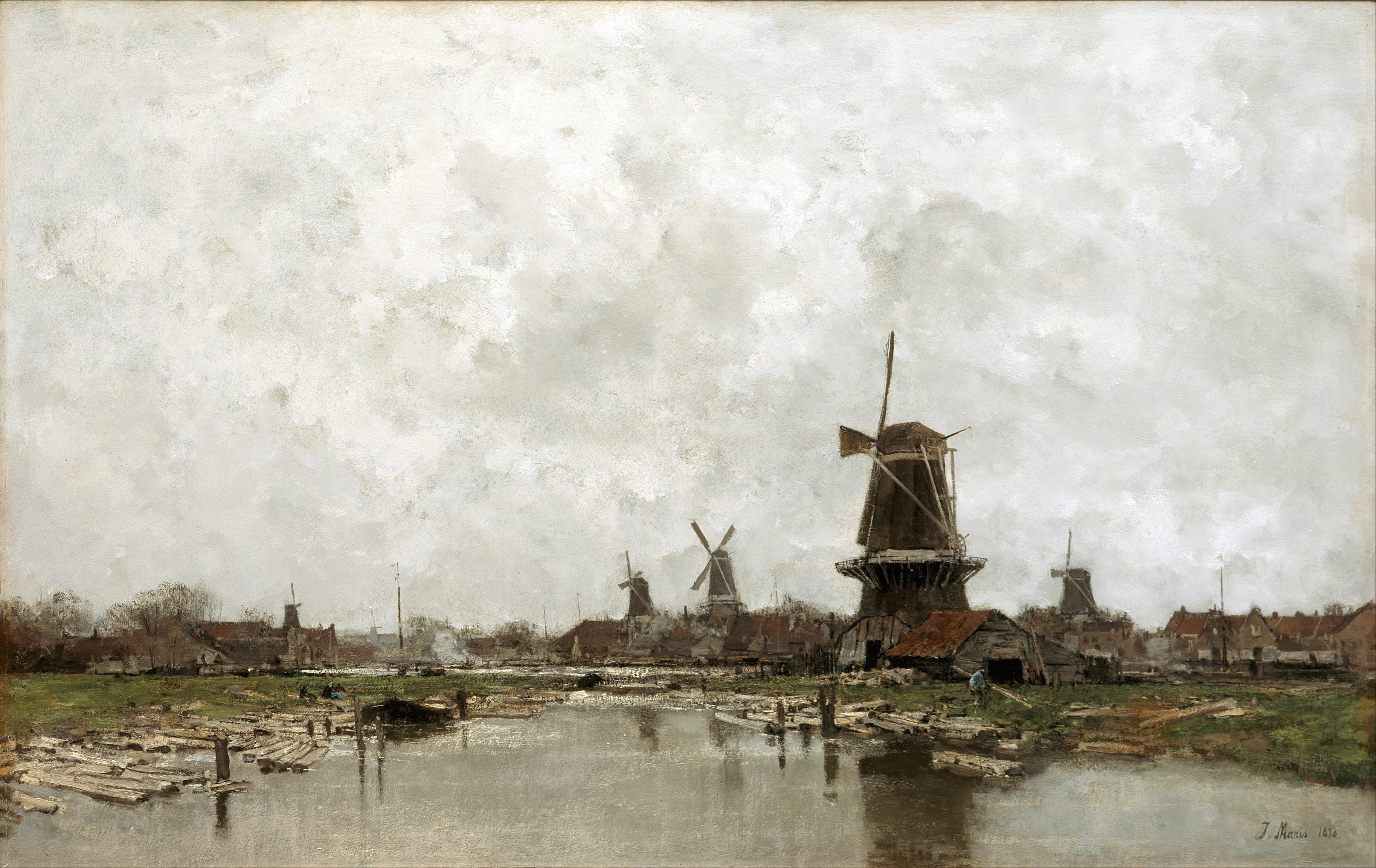
Якоб Марис. «Пять мельниц», 1878 г.

### Натюрморты

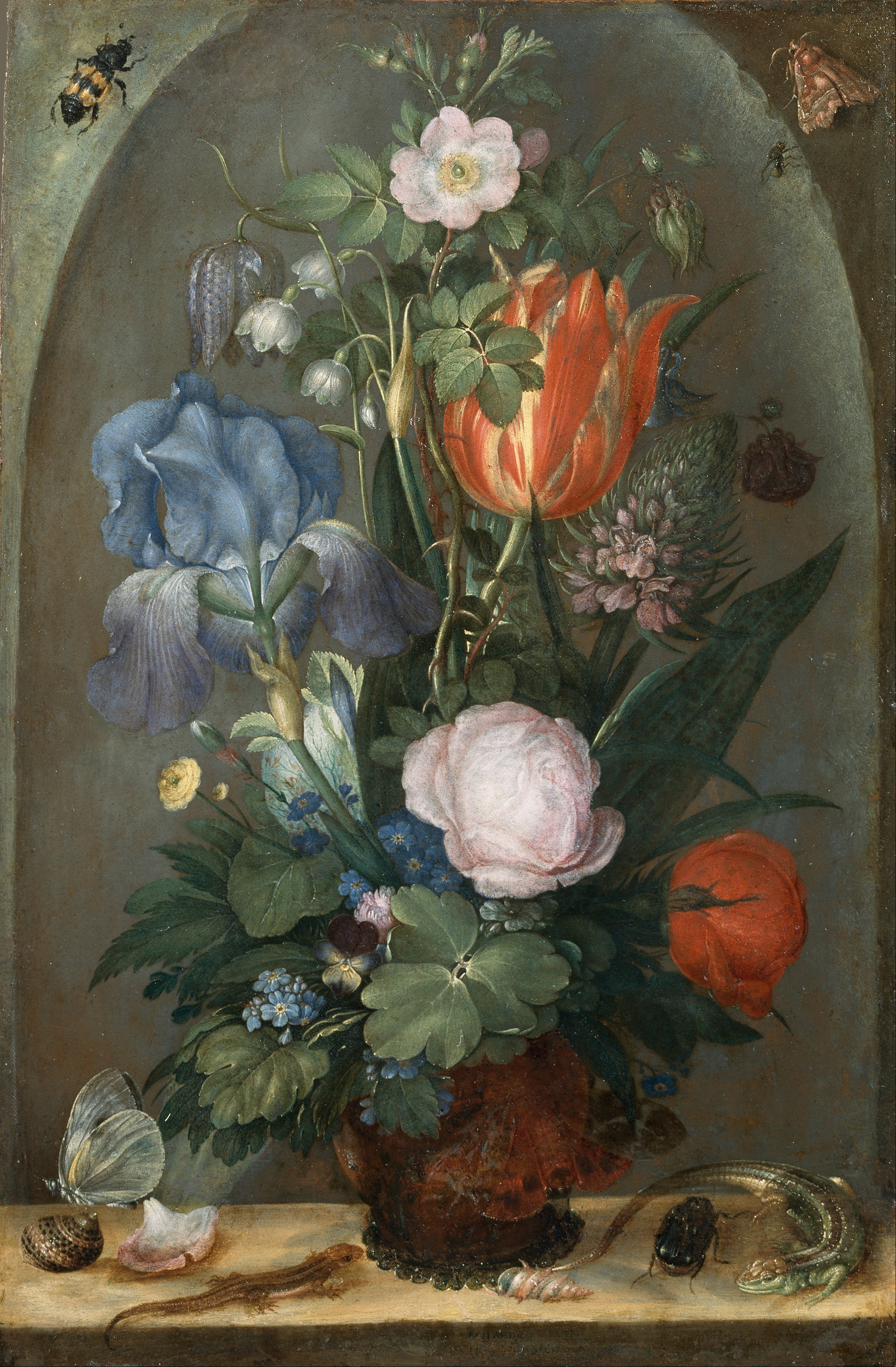
Рулант Саверей. «Весенние цветы с шиповником и двумя ящерицами», 1603 г.
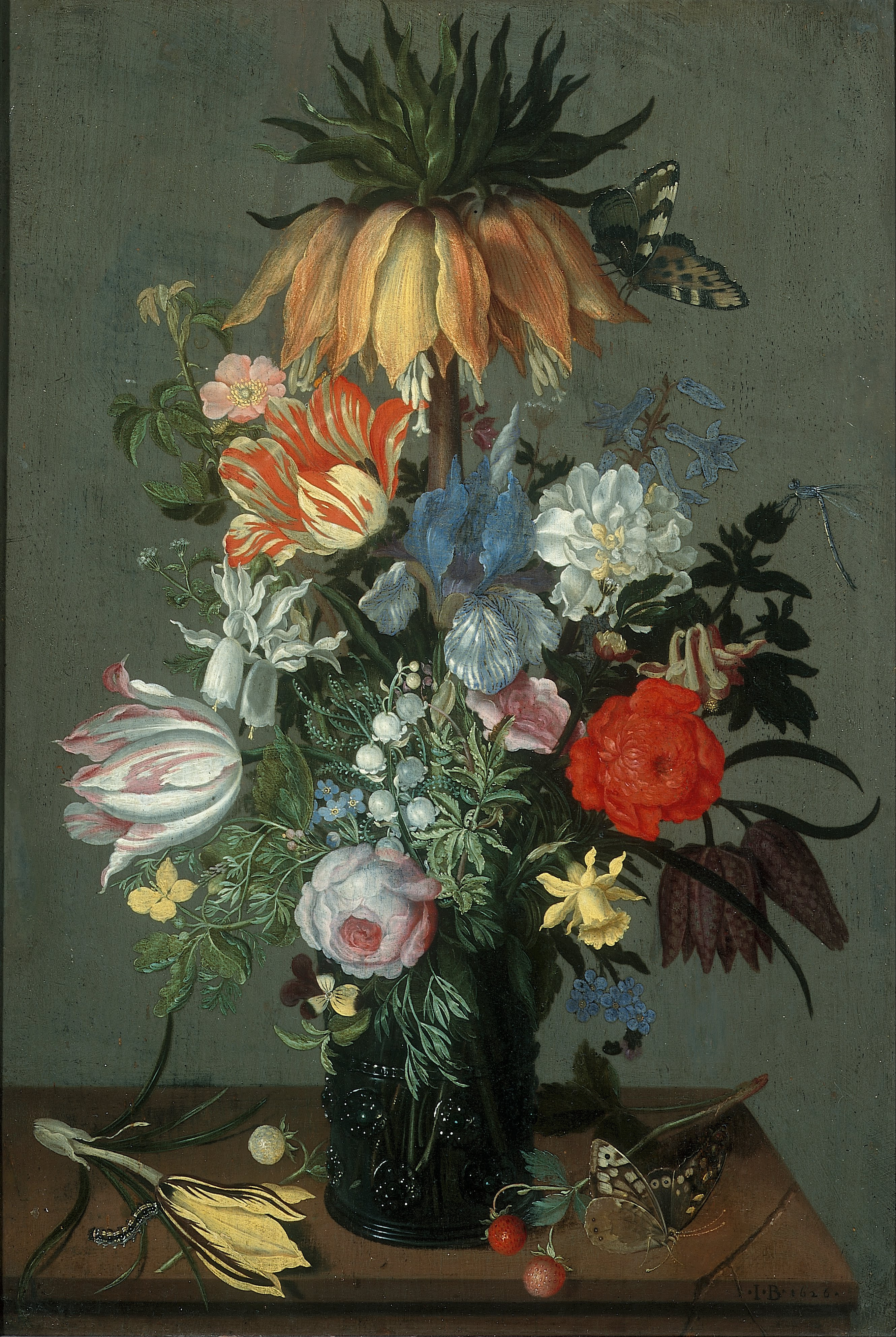
Йоханнес Босхарт. «Букет из фріттіляріями», 1626 г.
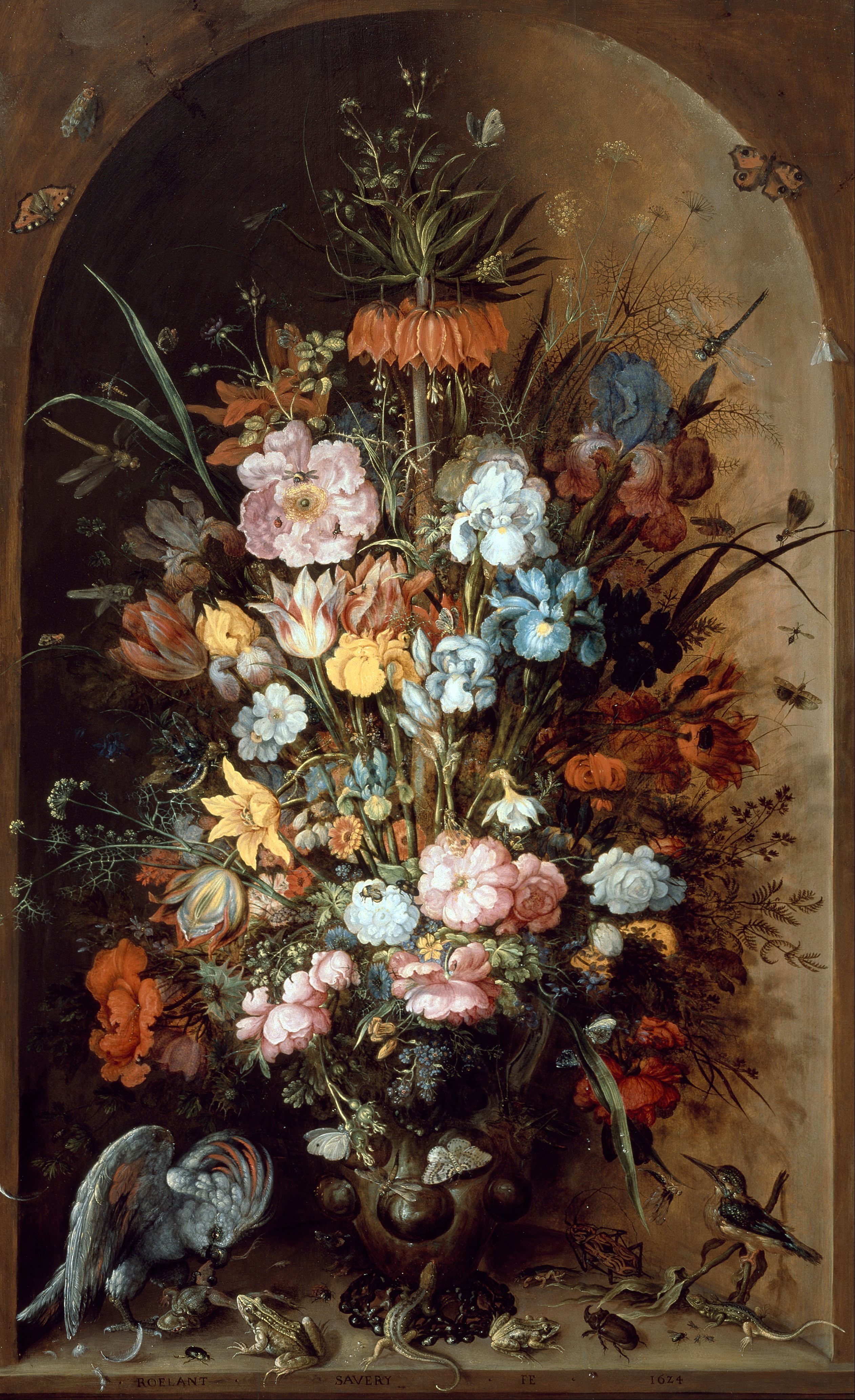
Рулант Саверей. «Весенние цветы с птицами и жабками», 1624 г.

### Религиозная Живопись

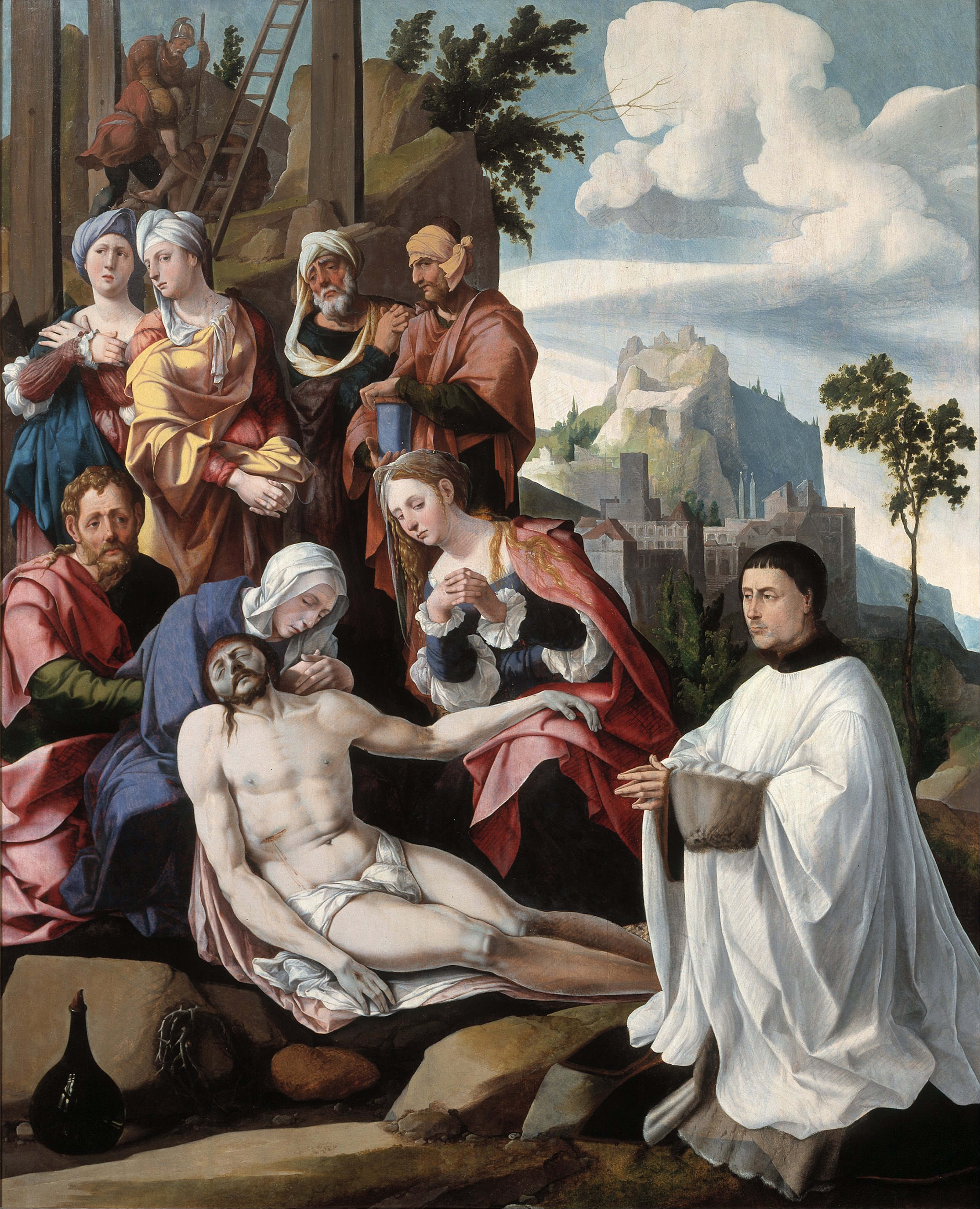
Ян ван Скорель. «Оплакивание с донатором и крепостью на скале», ок. 1535 г.
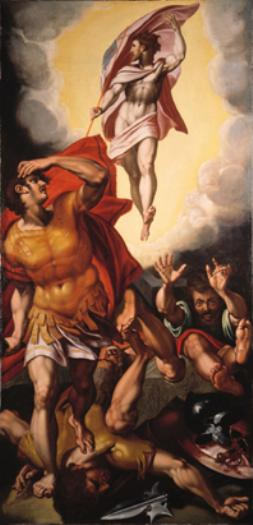
Антуан ван Блокландт. «Преображение Господне», до 1580 г.
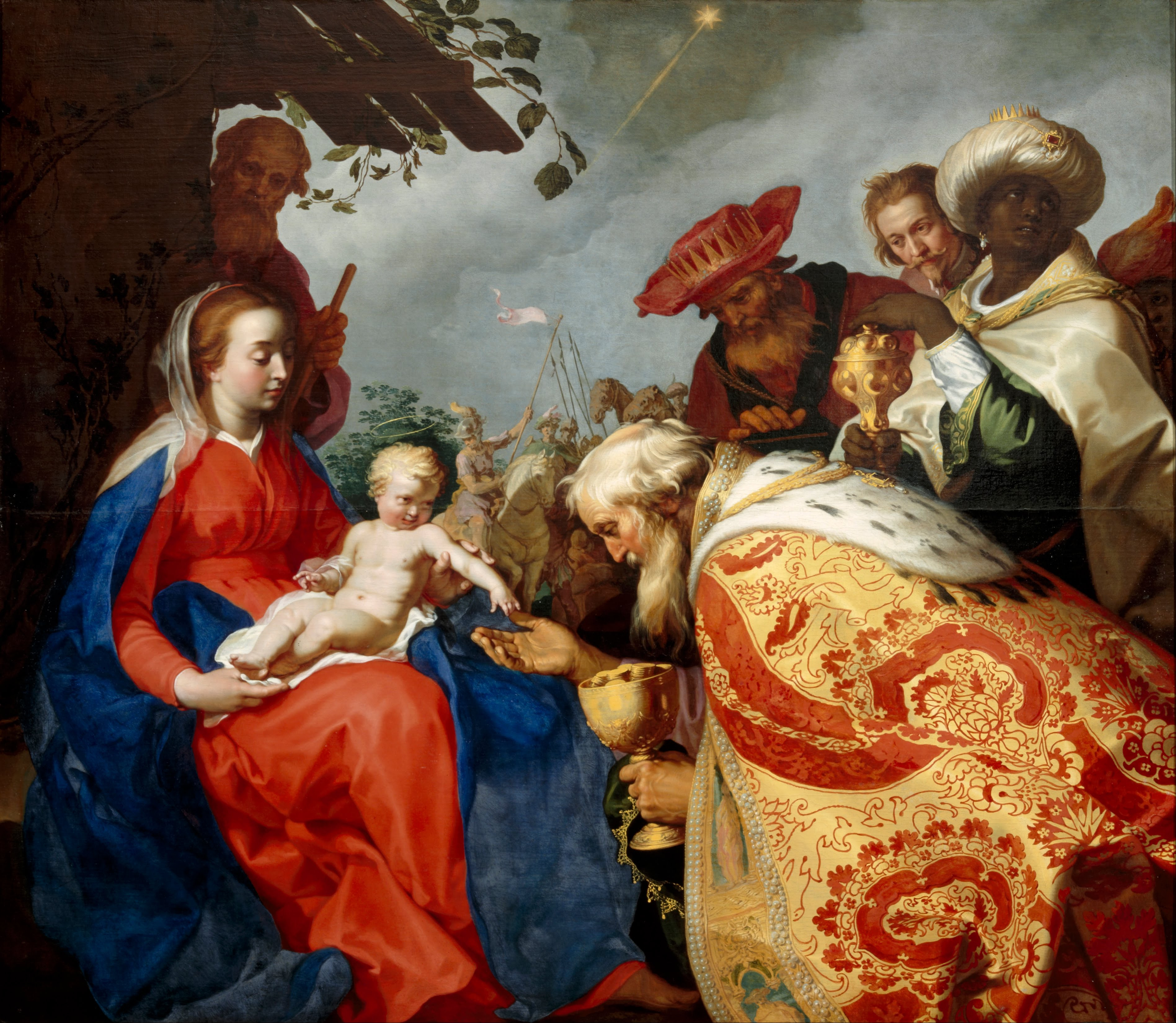
Абрахам Блумарт. «Поклонение волхвов младенцу Христу», 1624 г.

## Ссылка
- На Викискладе есть медиафайлы по теме Центральный музей Утрехта